# Список псевдонімів
Першим подано псевдонім, а через тире — паспортне або іншим чином задокументоване ім'я при народженні.
- Абе Кобо — Кіміфуса
- Абель Рудольф Іванович — Фішер Вільям Генріхович
- Абріль Вікторія — Рохас Вікторія Меріда
- Агабеков Георгій — Арутюнов Георгій
- Агін Олександр Олексійович — Єлагін Олександр Олексійович
- Агнон Шмуель Йосеф — Чачкес Шмуель Іосеф
- Агутін Леонід Миколайович — Чижов Леонід Миколайович
- Адамов Григорій Борисович — Гібс Григорій Борисович
- Ані Лорак — Кароліна Мирославівна Куєк
- Аполлінер Гійом — Костровіцкий Вільгельм Аполлінарій
- Арканов Аркадій — Штейнбок Аркадій Михайлович
- Астер Фред — Аустерліц Фредерік
- Ахматова Анна Андріївна — Горенко Ганна Андріївна
- Багрицький Едуард Георгійович — Дзюбін Едуард Георгійович
- Багряний Іван — Лозов'яга Іван Павлович
- Бассхантер  — Йо́нас А́льтберг
- Барка Василь — Очерет Василь Костянтинович
- Бєдний Дем'ян — Придворов Юхим Олексійович
- Бєлий Андрій — Бугаєв Борис Миколайович
- Боттічеллі Сандро — Філіпепі Алессандро
- Брандт Віллі — Фрам Герберт Карл
- Сід Вішез — Джон Саймон Рітчі
- Вишня Остап — Губенко Павло Михайлович
- Владі Марина — Полякова-Байдарова Марія-Луїза
- Вольтер — Аруе Марі Франсуа
- Габен Жан — Монкорже Жан Алексі
- Гайдар Аркадій — Голіков Аркадій Петрович
- Гарбо Грета — Густафсон Гріта
- Гарленд Джуді — Френсіс Етел Гумм
- Ґеорґіус Аґрікола (німецький учений) — Бауер Георг
- Горький Максим — Пєшков Олексій Максимович
- Горін Григорій — Офштейн Григорій Ізраілевич
- Григорій Квітка-Основ'яненко — Григорій Федорович Квітка
- Грін Олександр — Гріневській Олександр Степанович
- Джорджоне — Кастельфранко Джорджо Барбареллі да
- Домонтович Віктор — Петров Віктор Платонович
- Ділан Боб — Циммерман Роберт Аллен
- Ель Греко — Теотокопулі Доменико
- Елюар Поль — Гредель Ежен
- Еліс Купер — Ферньєр Вінсент Демон
- Елтон Джон — Двайт Реджинальд Кеннет
- Емінем — Маршалл Брюс Метерз III
- Еразм Ротердамський — Герхардс Герхард
- Джоан Кроуфорд — ЛеСюйор Люсіль Фей
- Іван Холмський — Крип'якевич Іван Петрович
- Ільф Ілля — Файнзільберг Ілля Арнольдовіч
- Каверін Веніамін — Зільбер Веніамін Олександрович
- Каменев Лев Борисович — Розенфельд Лев Борисович
- Карандаш — Рум'янцев Михайло Миколайович
- Карпенко-Карий Іван Карпович — Тобілевич Іван Карпович
- Керрол Льюїс — Чарльз Лютвідж Доджсон
- Колас Якуб — Міцкевіч Костянтин Михайлович
- Кольцов Михайло — Фрідлянд Михайло Юхимович
- Косинка Григорій — Стрілець Григорій Михайлович
- Кукринікси — Купріянов Михайло Васильович, Крилов Порфирій Никитич, Соколів Микола Олександрович
- Купала Янка — Луцевіч Іван Доміниковіч
- Ланца Маріо — Кокоцца Альфредо Арнольд
- Ле Корбюзьє — Жаннере Шарль Едуард
- Ленін — Ульянов Володимир Ілліч
- Леся Українка — Косач Лариса Петрівна
- Літл Річард — Пенніман Річард Вейн
- Лондон Джек — Че́йн Джон Ґріффіт
- Лорен Софі — Шиколоне Софія
- МакSим — Максимова (Абросимова) Марина Сергеевна
- Марко́ Вовчо́к — Марія Олександрівна Вілінська
- Меркатор — Кремер Герард
- Мирний Панас — Рудченко Панас Якович
- Мольєр — Поклен Жан Батіст
- Моніка Вітті — Марія Луїза Чечареллі
- Монро Мерилін — Бейкер (Мортенсон) Норма Джин
- Монтан Ів — Ліві Іво
- Моруа Андре — Ерзог Еміль
- Ней Георгій — Яновський Юрій Іванович
- Неруда Пабло — Басуальто Нафталі Рікардо Рейес
- Новаліс — Харденберг Фрідріх фон
- О. Генрі — Портер Вільям Сидні
- Олесь Олександр — Кандиба Олександр Іванович
- Паланс Джек — Володимир Палагнюк
- Парацельс — Гогенгейм Філіп Ауреол Теофаст Бомбаст фон
- Пеле — Насименту Едсон Арантіс ду
- Петров Євгеній — Катаєв Євгеній Петрович
- Польовий Борис — Кампов Борис Миколайович
- Прутков Козьма — Толстой Олексій Костянтинович, Жемчужников Олексій Михайлович, [Жемчужников Володимир Михайлович], Жемчужников Олександр Михайлович
- Рінго Старр — Старкі Річард
- Рибчинський Євген Петрович — Євген Петрович Тобілевич
- Садовський Микола Карпович — Тобілевич Микола Карпович
- Саксаганський Панас Карпович — Тобілевич Панас Карпович
- Санд Жорж — Дюпен Аврора
- Свєтлов Михайло Аркадійович — Шейнкман Михайло Аркадійович
- Сєвєрянін, Ігор — Лотарєв Ігор Васильович
- Серафимович Олександр — Попов Олександр Серафимович
- Синьйорі Симона — Камінкер Симона
- Сталін — Джугашвілі Йосип Віссаріоновіч
- Стендаль — Бейль Анрі Марі
- Степовий Яків — Якименко Яків Степанович
- Танк Максим — Скурко Євгеній Іванович
- Твен Марк — Клеменс Семюел Ленгхорн
- Тімірязев Борис — Анненков Юрій Павлович
- Тіна Кароль — Тетяна Григорівна Ліберман
- Тінторетто — Робусті Якопо
- Тіциан — Вечелліо Тіциано
- Троцький Лев — Бронштейн, Лейба Давидович
- Фернандель — Контанден, Фернан
- Франс Анатоль — Тібо Анатоль Франсуа
- Хвильовий Микола — Фітільов Микола Григорович
- Саша Чорний — Глікберг Олександр Михайлович
- Шолом-Алейхем — Рабіновіч Шолом Нохумовіч
- Щедрін Микола — Салтиков Михайло Євграфович
- Ярунський Сергій — Степанюк Сергій Анатолійович